# Paumgartneraltaret
Paumgartneraltaret (tyska: Paumgartner-Altar) är en oljemålning av den tyske renässanskonstnären Albrecht Dürer. Den var ursprungligen ett altarskåp i Katharinenkloster(de) i Nürnberg som tillhörde dominikanorden. Den förvärvades 1613 av kurfurst Maximilian I av Bayern och är idag utställd på Alte Pinakothek i München. 
Altarskåpet har två flygeldörrar som är bemålade på båda sidorna och i utfällt läge utgör en triptyk. Det antas att flygeldörrarna är äldre; de kan ha målats redan 1498. Målningarna på dörrarnas baksida – vilka bland annat skildrar bebådelsen och helgonen Barbara och Katarina – är skadade och delvis förstörda. Altarskåpet är utfört i den traditionella gotiska stilen förutom mittpartiet (corpus) där konstnären tillämpat perspektivmåleri vilket är utmärkande för renässansens måleri. 
Mittbilden, som utfördes cirka 1502–1503, skildrar Jesu födelse i en arkitektonisk sofistikerad ruin av en palatsbyggnad såsom det beskrivs i Legenda aurea. Jesusbarnet framstår som underdimensionerat i förhållande till Jungfru Maria och den knäböjande herden. Beställarna, medlemmar av familjen Paumgartner, är inmålade som miniatyrfigurer i förgrunden tillsammans med sina vapensköldar. Knäböjande till vänster ses de manliga familjemedlemmarna: bröderna Lukas och Stephan med sin far Martin, som dog redan 1478, och styvfar Hans Schönbach. Till höger avbildas Barbara Paumgartner, född Volckamer, och två döttrar. På den vänstra flygeldörren porträtteras Stephan Paumgartner som Sankt Göran och med foten på den besegrade draken; till höger är Lukas Paumgartner som Sankt Eustachius. Det är första kända exemplet på att donatorer framställs som helgon.   
År 1988 vandaliserades Paumgartneraltaret, Kristi begråtande och Jungfru Marie sju smärtor med svavelsyra av den tyske serievandalen Hans-Joachim Bohlmann (1937–2009). Först 2010 kunde verken åter ställas ut på Alte Pinakothek.

## Bilder
Efter att kurfurst Maximilian I av Bayern förvärvat tavlorna 1613 målades de om för att passa tidens smak. På flygeldörrarna fick helgonen hjälm och häst och den mörka bakgrunden ersattes med ett landskap. På samma sätt som i Kristi begråtande målades miniatyrporträtten av donatorerna över. Den ursprungliga målningen återställdes vid en restaurering 1903.  

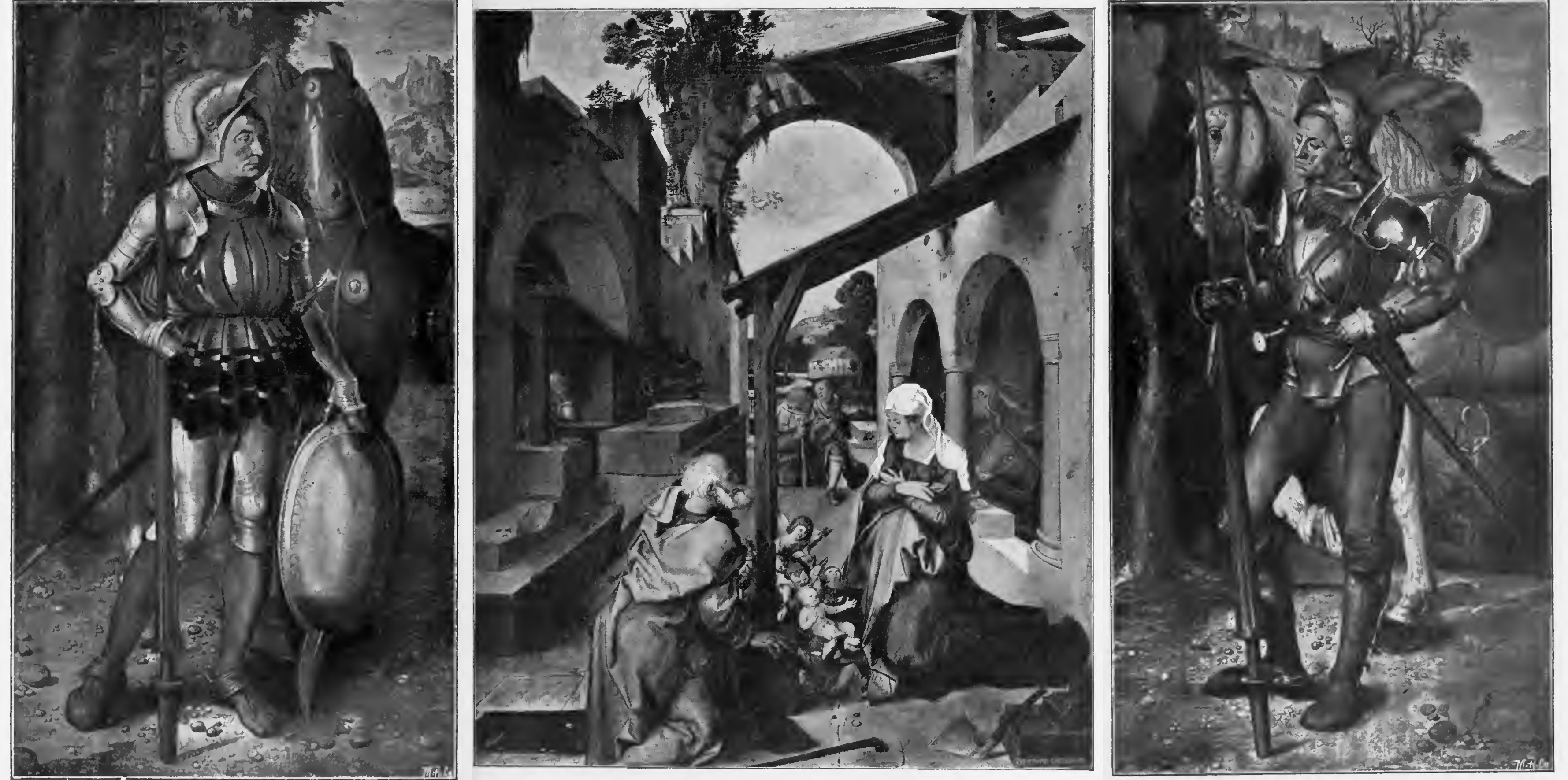
Triptykens utseende före restaureringen 1903.